# Каракал (Олт)
Каракал (рум. Caracal) град је у јужном делу Румуније, у историјској покрајини Влашка. Каракал је други по важности град у жупанији Олт.
Каракал се простире на 70,95 km² и према подацима из 2021. године у граду је живело 27.403 становника.

## Географија
Град Каракал налази се у јужном делу историјске покрајине Влашке (део Олтенија), око 60 km југоисточно до Крајове.
Каракал се налази на реци Олт, највећој реци у држави, у средишњем делу Влашке низије. Надморска висина града је 100 м.

## Становништво
| 1948.  | 1956.  | 1966.  | 1977.  | 1992.  | 2002.  | 2011.  | 2021.  |
| ------ | ------ | ------ | ------ | ------ | ------ | ------ | ------ |
| 17.892 | 19.082 | 22.714 | 30.408 | 39.130 | 34.625 | 30.954 | 27.403 |

Према попису из 2021. на територији града Каракал живело је 27.403 становника што је мање за 3.551 (-11,47%) у односу на претходни попис из 2011. на ком је било 30.954 становника.
Према попису становништва из 2021. године, већинско становништво чинили су Румуни (84,58%), а значајан удео у укупном становништву чине и Роми (3,95%).
| Етнички састав према попису из 2021.‍ | Етнички састав према попису из 2021.‍ | Етнички састав према попису из 2021.‍ | Етнички састав према попису из 2021.‍ | Етнички састав према попису из 2021.‍ |
| ------------------------------------ | ------------------------------------ | ------------------------------------ | ------------------------------------ | ------------------------------------ |
|                                      |                                      |                                      |                                      |                                      |
| Румуни                               | Румуни                               |                                      | 23.178                               | 84,58%                               |
| Роми                                 | Роми                                 |                                      | 1.082                                | 3,95%                                |
| Остали                               | Остали                               |                                      | 16                                   | 0,06%                                |
| Непознато                            | Непознато                            |                                      | 3.127                                | 11,41%                               |